# Cowichan
Cowichan /značenje nepoznato/, pleme i skupina bandi i plemena porodice Salishan s jugoistočne obale otoka Vancouver između Nanoose Baya i Saanich Inleta u kanaskoj provinciji Britanska Kolumbija. Izvorno Cowichani obuhvaćaju bande nastanjene u dolini rijeke Cowichan: Clemclemalats (L’uml’umuluts), Comiakin (Qwum’yiqun’), Kenipsim (Hinupsum), Kilpanlus (Tl’ulpalus), Koksilah (Hwulqwselu), Quamichan (Kw’amutsun) i Somenos (Somena, S’amuna’). Ostali su nastanjeni na susjednim lokacijama Cowichan-teritorija, i to Tateke na otoku Valdes, Hellelt ili Halalt na rijeci Chimenes; Yekolaos i Lilmalche, na otoku Thetis; Siccameen, na Oyster Bayu; Malakut, na Saanich Inletu; Kulleets, na Chimenes Bayu; i Penelakut, na otocima Kuper i Galiano.

## Kultura i Povijest
Prvi Europljanin koji je vidio Cowichane, vjerojatno je bio 1592. grčki navigator iz Kefalonije, Juan de Fuca, a kasnije tuda prolazi više ekspedicija. Njihova populacija 1780 iznosila je oko 5,500, a danas oko 4,000, organiziranih u sedam plemena.
Cowichani kulturno pripadaju plemenima Sjeverozapadne obale, kao što su Comox, Kwakiutl, Nootka i Snoqualmie. Oni su seosko, stalno-naseljeno stanovništvo koje živi od ribolova u kućama od cedrovine. Društvo Cowichana podijeljeno je po klasama, plemići, običan puk i robovi. Položaj poglavice je nasljedan a obitelj proširena i patrilinearna.

## Popis rezervata
- Cowichan Indian Reserve 1
- Cowichan Indian Reserve 9
- Est-Patrolas Indian Reserve 4
- Kakalatza Indian Reserve 6
- Kil-Pah-Las Indian Reserve 3
- Skutz Indian Reserve 7
- Skutz Indian Reserve 8
- Theik Indian Reserve 2
- Tzart-Lam Indian Reserve 5

## Vanjske poveznice
- Cowichan  Arhivirana inačica izvorne stranice od 11. svibnja 2008. (Wayback Machine)
- Cowichan